# Astragalus asterias
Astragalus asterias är en ärtväxtart som beskrevs av Christian von Steven. Astragalus asterias ingår i släktet vedlar, och familjen ärtväxter. Inga underarter finns listade i Catalogue of Life.